# Rozwadówka-Folwark
Rozwadówka-Folwark – wieś w Polsce położona w województwie lubelskim, w powiecie bialskim, w gminie Sosnówka.
W latach 1975–1998 miejscowość administracyjnie należała do województwa bialskopodlaskiego.
Wieś jest sołectwem w gminie Sosnówka. Według Narodowego Spisu Powszechnego z roku 2011 wieś liczyła 94 mieszkańców i była trzynastą co do wielkości miejscowością gminy.